# Deb Higgins
Pour les articles homonymes, voir Higgins.
Debra Elaine Higgins (née en 1954) est une femme politique provinciale canadienne de la Saskatchewan. Elle représente la circonscription de Moose Jaw Wakamow à titre de députée du Nouveau Parti démocratique de la Saskatchewan de 1999 à 2011. Elle sert également comme mairesse de la ville de Moose Jaw, située au centre de la province, de 2012 à 2016.

## Biographie
Higgins fait ses débuts dans la vie publique en s'impliquant dans le syndicat United Food and Commercial Workers (UFCW) en 1982 alors qu'elle travaille pour la chaîne d'épicerie Safeway (en). Plus tard, elle devient présidente du UFCW provincial du Manitoba de 1993 à 1999 et simultanément est siège au conseil des officiers de la Moose Jaw and District Labour.
Élue député du Nouveau Parti démocratique de la Saskatchewan dans Moose Jaw Wakamow en 1999, elle est réélue en 2003 et 2007. Durant cette période, Higgins sert comme ministre du Travail et ministre de l'Apprentissage dans le cabinet du premier ministre Lorne Calvert.
Après la défaite des Néo-démocrates lors des élections de 2007, elle devient alors critique de l'opposition en matière d'Affaires municipales, des Spiritueux et du Jeux et de la Conditions féminines.
Le 30 janvier 2009, elle annonce son intention de vouloir succéder à Calvert en tant que cheffe néo-démocrate lors de la course à la chefferie devant se conclure avec la convention de juin 2009. La campagne de Higgins repose alors sur le renouveau et la nécessité de déloger le premier ministre du Parti saskatchewanais Brad Wall. Néanmoins, elle termine dernière sur les quatre candidats de la course qui choisit Dwain Lingenfelter comme nouveau chef.
Lors de l'élection de 2011, Higgins échoue à se faire réélire et doit céder sa place à Greg Lawrence du Parti saskatchewanais.
Higgins annonce le 14 septembre 2012 se porter candidate à la mairie de Moose Jaw lors des élections municipales saskatchewanaises de 2012 (en). Élue mairesse le 23 octobre 2012, elle devient la première femme à occuper cette fonction. Son passage à cette fonction ne dure qu'un seul mandat puisqu'elle est défaite lors des élections municipales (en) suivantes en 2016.